# E'erkehashiha
E'erkehashiha (kinesiska: 额尔克哈什哈, 额尔克哈什哈苏木) är en socken i Kina. Den ligger i den autonoma regionen Inre Mongoliet, i den norra delen av landet, omkring 740 kilometer väster om regionhuvudstaden Hohhot. Antalet invånare är 845. Befolkningen består av 400 kvinnor och 445 män. Barn under 15 år utgör 17,0 %, vuxna 15-64 år 73 %, och äldre över 65 år 8,0 %.
Genomsnittlig årsnederbörd är 186 millimeter. Den regnigaste månaden är juli, med i genomsnitt 50 mm nederbörd, och den torraste är december, med 1 mm nederbörd.